# 博羅維科韋
49°9′8″N 31°7′26″E / 49.15222°N 31.12389°E
博羅維科韋（烏克蘭語：Боровикове）是位於烏克蘭中部的村莊，由切爾卡瑟州裡茲韋尼霍羅德卡區的舍夫琴科韋市鎮負責管轄。該村始建於1768年，面積1.22平方公里，海拔高度218米，2001年人口331，人口密度每平方公里270.6人。